# Newstead (Écosse)
Pour les articles homonymes, voir Newstead.
Newstead est un village situé à environ deux kilomètres à l’est de Melrose, dans la région des Scottish Borders, en Écosse. Le lieu est habité depuis au moins l’Antiquité, pendant laquelle il était situé au bord de la voie romaine appelée aujourd’hui Dere Street. En 2001, le village comptait 260 habitants.